# Kamoharaia megastoma
Kamoharaia megastoma är en fiskart som först beskrevs av Kamohara, 1936.  Kamoharaia megastoma ingår i släktet Kamoharaia och familjen tungevarsfiskar. Inga underarter finns listade i Catalogue of Life.